# Richard Strauss
Richard Georg Strauss (Múnich; 11 de junio de 1864 - Garmisch-Partenkirchen; 8 de septiembre de 1949) fue un destacado compositor y director de orquesta alemán cuya larga trayectoria abarca desde el romanticismo tardío hasta la primera mitad del siglo XX. Es conocido particularmente por sus óperas, poemas sinfónicos y Lieder. Strauss, junto con Gustav Mahler, representa el extraordinario florecimiento tardío del romanticismo germánico después de Richard Wagner, en el cual un desarrollo elaborado y complejo de la orquestación se une a un estilo armónico avanzado. La obra de Strauss influyó profundamente en el desarrollo de la música del siglo XX.

## Biografía

### Primeros años
Strauss nació el 11 de junio de 1864 en Múnich, en una familia de la alta sociedad de Baviera dedicada a la industria cervecera. Su padre, Franz Strauss, era intérprete solista de trompa en la Ópera de la Corte de Múnich. Parte de su familia eran músicos, por lo que recibió una excelente educación musical en su juventud. Empezó a estudiar piano a los cuatro años con su madre, y violín a los siete con su tío. Apenas con seis años de edad realizó su primera composición y desde ese momento no dejó de escribir hasta su muerte.
Durante su adolescencia Strauss asistió a ensayos con la Orquesta de la Corte de Múnich, recibiendo clases particulares de teoría musical y orquestación del director Wilhelm Friedrich Meyer. A los 17 años, estrenó su Sinfonía en re menor (1881), una obra de la que renegaría más tarde por considerarla inmadura. En 1882 ingresó en la Universidad de Múnich, donde estudió cursos de Estética, Filosofía e Historia del Arte. Un año después marchó a Berlín, donde obtuvo un puesto como director asistente de Hans von Bülow, que quedó muy fuertemente impresionado por la Serenata para instrumentos de viento, compuesta por Strauss a los 16 años. Strauss aprendió el arte de la dirección de orquesta observando a Bülow en los ensayos. Este estaba muy encariñado con el joven, y decidió que fuera su sucesor como director de la orquesta de Meiningen tras su dimisión en 1885. 
En 1886 hizo un viaje por Italia, país por el que siempre sintió una gran fascinación. 
El éxito de su poema sinfónico Don Juan en 1888 consagró a Strauss como uno de los compositores más importantes del momento, con gran prestigio a nivel internacional, y que habría de acompañarlo hasta su muerte.
En 1894 se casó con la soprano Pauline de Ahna. Pauline al parecer tuvo un carácter irascible y excéntrico, pero su matrimonio fue esencialmente feliz y tranquilo, y su mujer una gran fuente de inspiración para él. A lo largo de su vida, desde sus primeras canciones hasta las Cuatro últimas canciones de 1948, muchas de ellas compuestas para su mujer, Strauss muestra gran preferencia por la voz de soprano, y todas sus óperas contienen un importante papel de soprano. El matrimonio Strauss tuvo un hijo, Franz, en 1897, quien se casó con Alice von Grab. El matrimonio dio dos nietos al compositor, Richard y Christian. Strauss estuvo entrañablemente unido a su familia durante toda su vida.
En 1889 fue nombrado asistente del Festival de Bayreuth, así como director del Teatro de la Ópera de Weimar, dirigiendo con frecuencia obras de Wagner, Gluck y Mozart. En 1894 se estableció en la ópera de Múnich, y en 1897 fue contratado por el kaiser Guillermo II de Alemania como director de la Orquesta Real de Prusia, en Berlín.
Strauss conoció en esta época al compositor austriaco Gustav Mahler, con el que mantuvo amistad hasta la muerte de este en 1911, en una relación a veces problemática y no exenta de rivalidades, a pesar de la influencia mutua entre ambos compositores.

### ElsigloXX
En 1903 Strauss fue nombrado doctor honoris causa por la Universidad de Heidelberg, ampliando cada vez más su reconocimiento a nivel mundial. 
Aunque Strauss continuará componiendo poemas sinfónicos, una vez entrado el siglo XX su principal dedicación fue la ópera. El estreno de Salomé en 1905 constituyó un primer escándalo y situó a Strauss en el centro de la vanguardia musical del momento, lo que se acentuó aún más con su siguiente ópera, Electra (1909), en la que inició su colaboración con el dramaturgo Hugo von Hofmannsthal como libretista. Recibido en Francia como uno de los compositores más renovadores del momento y admirado por Claude Debussy, Strauss también se relacionó con los futuros integrantes de la Segunda Escuela de Viena, especialmente con Arnold Schönberg, a quien ayudó y apoyó profesionalmente en sus primeros años, y quien sentiría gratitud y admiración por él durante toda su vida. No obstante, Strauss se distanció de la nueva vanguardia musical rechazando el atonalismo. Su siguiente ópera, El caballero de la rosa (1911), muestra una vuelta hacia un estilo más clásico, que se acentuará después de la Primera Guerra Mundial. 
El apartamiento de Strauss de las vanguardias más radicales del momento no perjudicó su reputación internacional, gracias a la cual viajó con frecuencia para interpretar sus propias obras, considerado frecuentemente como un «clásico viviente». En 1919 fue nombrado director de la Ópera Estatal de Viena, uno de los primeros teatros de ópera del mundo, cargo en el que contaba como predecesor a Mahler. En 1920 actuó por primera vez en Sudamérica; dos años después emprendió una gira por Estados Unidos, y posteriormente realizó giras con la Orquesta Filarmónica de Viena por Brasil y Argentina. En 1924 dimitió como director de la ópera vienesa, por diferencias con Franz Schalk.

### Strauss en la Alemania nazi
En marzo de 1933 llegó al poder Adolf Hitler, cuando Strauss tenía 68 años. La relación de Strauss con el gobierno nazi ha sido objeto de innumerables comentarios, discusiones y estudios. Strauss fue nombrado en 1933 presidente de la Cámara de Música del III Reich, responsable entre otros actos de la prohibición de la música de compositores judíos. Strauss intentó evitar sin éxito desde su puesto la prohibición de la música de Mahler o de Debussy. Strauss había empezado a trabajar con el escritor judío Stefan Zweig en el libreto de su ópera La mujer silenciosa, razón por la cual empezó a ser objeto de presiones por parte del partido nazi y por Goebbels en particular. En 1935, escribió una carta a Zweig en la que le dice: 

¿Cree usted que yo me conduzco en todos mis actos pensando que soy «alemán»? ¿Cree usted que Mozart era consciente de ser «ario» cuando componía? Solo conozco dos tipos de personas: las que tienen talento y las que no lo tienen.
Kennedy, 2006

Esta carta fue interceptada por la Gestapo y remitida a Hitler, provocando la dimisión de Strauss como presidente de la Cámara de Música del III Reich. A partir de entonces, Strauss mantuvo una tensa relación con el partido, y fue sometido a una vigilancia más estrecha aún. No obstante, su Himno Olímpico fue interpretado en los Juegos Olímpicos de Berlín 1936, bajo la dirección del propio compositor. Por otra parte, en 1938, cuando Alemania se estaba preparando para la guerra, compuso la ópera en un acto Friedenstag (El Día de la Paz), que contiene una crítica velada hacia el III Reich, a pesar de que Hitler asistió al estreno y Strauss continuaba apareciendo en actos oficiales junto a miembros del partido.
Durante el III Reich, la conducta contradictoria de Strauss, que se consideraba apolítico, parece que estuvo en gran parte motivada por el hecho de que su nuera Alice era de origen judío, por lo que el compositor intentó utilizar su influencia para protegerla a ella y a sus nietos (Strauss y Zweig, 1977, pp. 472-475). En 1942 la abuela de Alice fue internada en el campo de concentración de Theresienstadt, y Strauss viajó un día hasta el campo, diciendo en la puerta: «Mi nombre es Richard Strauss», con la intención de llevarse a la prisionera, consiguiendo solo que los guardias de la puerta lo echaran.
En 1942 la familia se trasladó a Viena, buscando la protección de un dirigente nazi local. No obstante, en 1944 la nuera y uno de los nietos del compositor fueron detenidos por la Gestapo durante dos noches, siendo liberados finalmente tras la intervención del compositor.
Strauss terminó en 1945 la composición de Metamorfosis, una obra para veintitrés solistas de cuerda. La inspiración que lo animó a componer esta obra, así como el título de la misma, viene de un poema muy introspectivo de Goethe, el cual Strauss consideró, en origen, idóneo para una obra coral. La partitura termina con una cita de la Marcha Fúnebre de la Sinfonía número 3 «Heroica» de Beethoven, acompañada por las palabras «In memoriam». Metamorphosen es considerada una de las obras maestras del repertorio de cuerda. Esta obra fue concebida y escrita durante los días más oscuros de la Segunda Guerra Mundial. Se especula que la pieza expresa el lamento de Strauss por, entre otras cosas, la destrucción de la cultura alemana, incluido el bombardeo de las mayores salas de ópera de la nación. Hacia el final de la guerra, Strauss escribió en su diario íntimo:

El período más terrible de la historia humana se ha terminado, el reinado de doce años de bestialidad, ignorancia y destrucción de la cultura por parte de los mayores criminales, durante el cual los dos mil años de la evolución cultural de Alemania llegaron a su fin.
Kennedy, 2006, p. 361

En abril de 1945, Strauss fue detenido por soldados estadounidenses en su casa de Garmisch. Mientras descendía la escalera, anunció al teniente Milton Weiss del Ejército de Estados Unidos: «Soy Richard Strauss, el compositor de El caballero de la rosa y Salomé». El teniente Weiss, que era también músico, asintió con la cabeza en señal de reconocimiento; en el césped del jardín fue colocada una marca para proteger al compositor. Strauss compuso su Concierto para oboe (1945) para el oboísta estadounidense John de Lancie, que estaba entre los soldados que ocuparon la zona.

### Últimos años

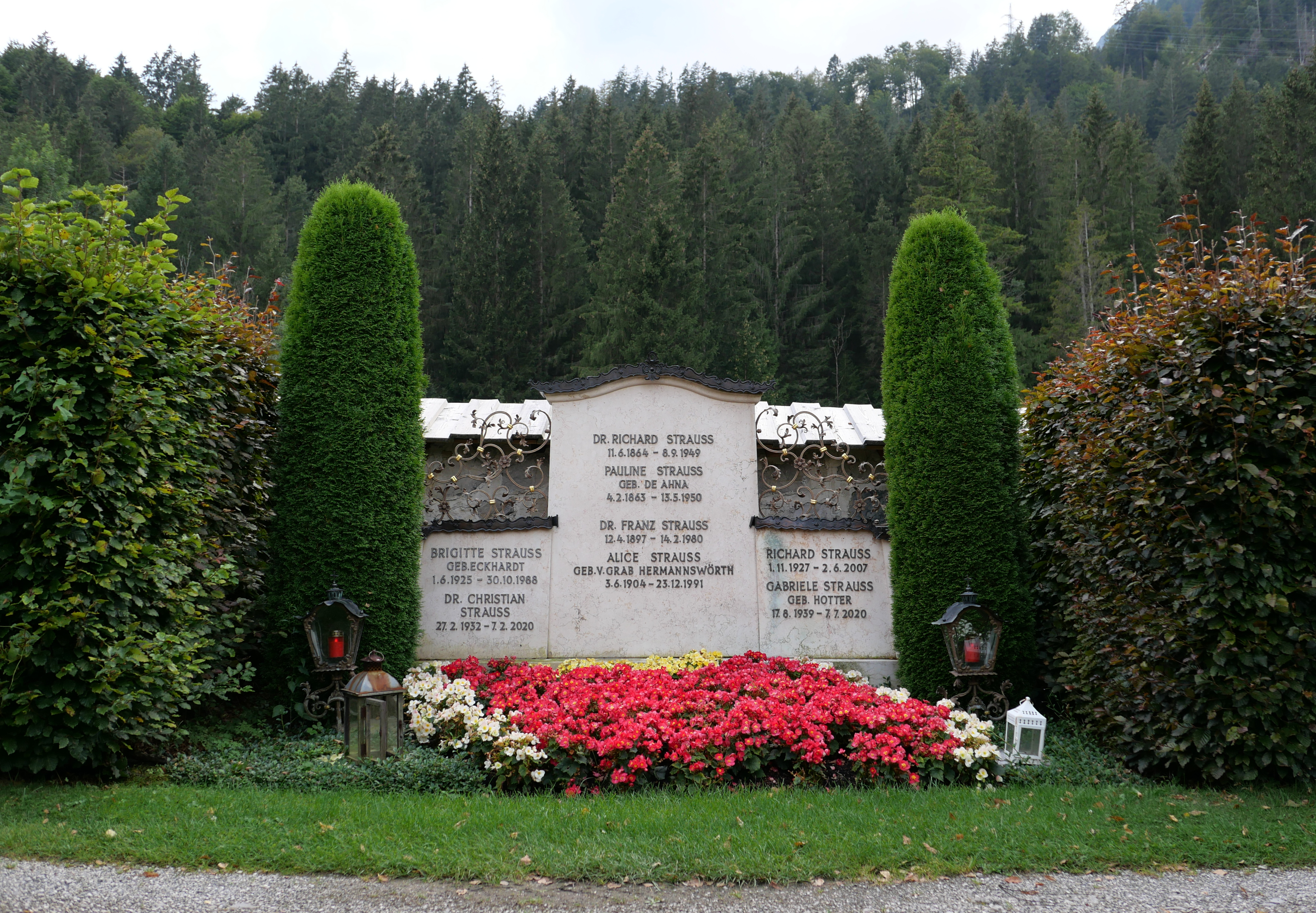
La tumba en 2024.

Los terribles acontecimientos de la Segunda Guerra Mundial afectaron a Strauss, viejo y cansado. Sus últimas obras recuperan una intensidad emocional ausente en muchas obras anteriores, incluyendo, entre otras, el Concierto para trompa número 2, Metamorfosis, el Concierto para oboe y sus magistrales e inquietantes Cuatro últimas canciones, compuestas poco antes de su muerte.
Richard Strauss murió a la edad de 85 años el 8 de septiembre de 1949 en Garmisch. Su mujer, Pauline, murió ocho meses después, a los 88 años. Los restos de Strauss fueron cremados. La urna está enterrada en el cementerio de Garmisch-Partenkirchen, en una tumba en la que su esposa Pauline, su hijo Franz (1898-1980) y su esposa Alice (1904-1991), su nieto Richard (1927-2007) y cuya esposa Gabrielle , de soltera Hotter (1939-2020), y su nieto Christian y su esposa Brigitte, de soltera Eckhardt (1925-1988), fueron enterrados.
Durante su vida, Strauss fue considerado uno de los más grandes compositores de la época, y su obra tuvo una profunda influencia en el desarrollo de la música del siglo XX. La crítica musical coincide en considerar los últimos trabajos de Strauss, que toman como modelo a «el divino Mozart al final de una vida llena de agradecimiento», como los mejores realizados por un compositor octogenario. Strauss declaró con una humildad rara en él: «Quizás no sea un compositor de primera categoría, pero sí un compositor de segunda categoría de primer nivel». El pianista canadiense Glenn Gould describió en 1962 a Strauss como «la figura musical más grande que ha vivido en este siglo» (Kennedy, 2006, p. 34). Su inmensa e importantísima aportación a los géneros de la ópera, la música sinfónica y la canción continúa hoy más vigente que nunca.

## Obra

### Estilo e influencias
A pesar de que en toda la música de Strauss se encuentran características inconfundibles que marcan su estilo propio, su larga trayectoria atraviesa distintos periodos. 
Las primeras obras de Strauss muestran influencias del estilo de los grandes músicos clásico-románticos, especialmente Robert Schumann, Felix Mendelssohn y Johannes Brahms, manteniendo en esto la fidelidad a las enseñanzas de su padre. 
En 1874, Strauss escuchó por primera vez las óperas de Wagner, Lohengrin y Tannhäuser. La influencia de la música de Wagner en el estilo de Strauss iba a ser profunda, a pesar de las diferencias con su padre, cuyo gusto musical era bastante conservador. De hecho, en la familia Strauss la música de Richard Wagner siempre estuvo mal vista, y hasta los 16 años el joven Strauss no pudo conseguir la partitura de Tristán e Isolda. Posteriormente lamentó profundamente la hostilidad conservadora hacia las obras más renovadoras de Wagner (Boyden, 1999). No obstante, la influencia de su padre fue también duradera, por lo menos en la predilección de Strauss por el sonido de la trompa. Su sorprendentemente maduro Concierto para trompa n.º 1 opus 11 (1882), compuesto a los 18 años, es una obra representativa de este primer período, y constituye un elemento básico del repertorio actual para este instrumento.

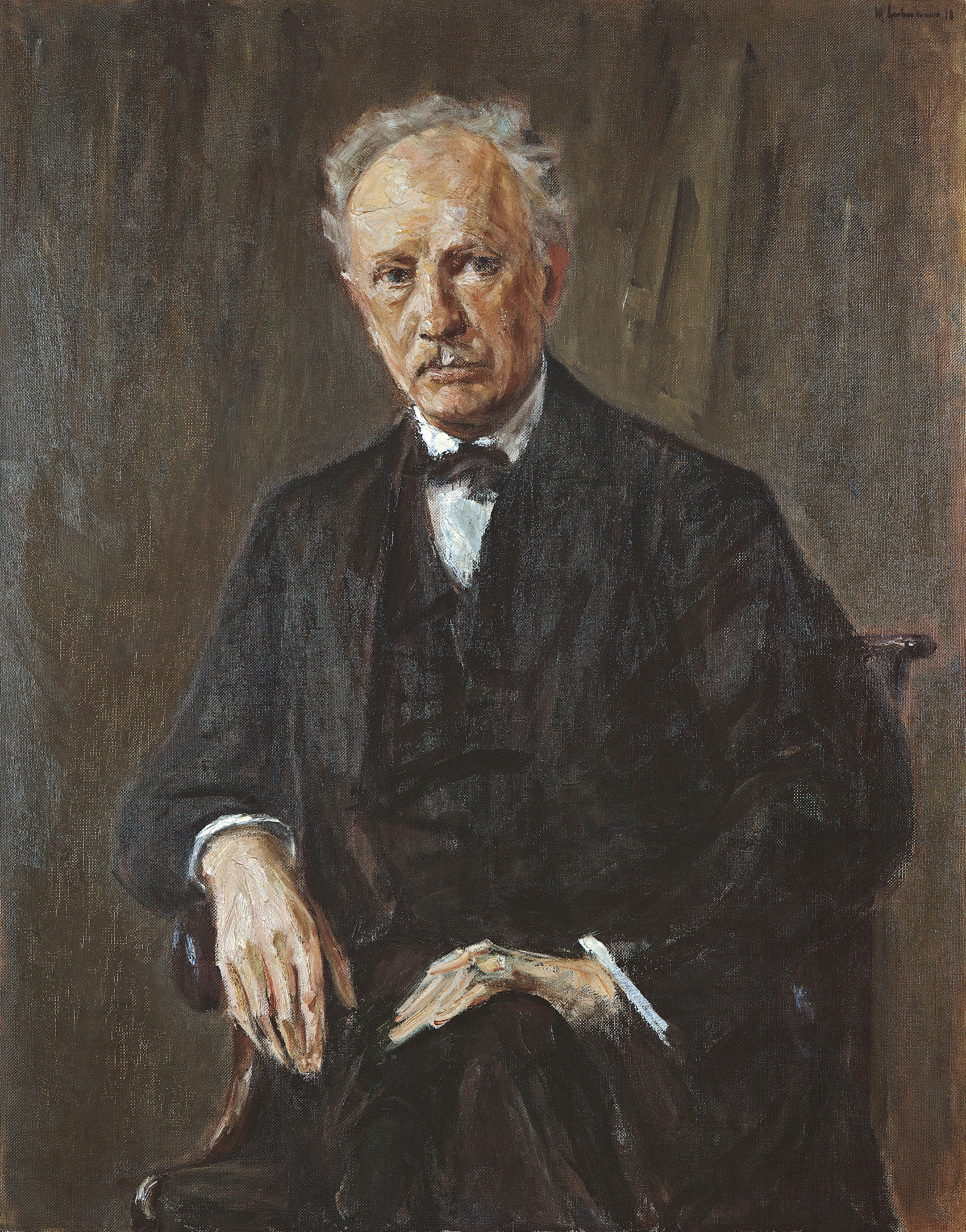
Retrato de Richard Strauss pintado por Max Liebermann, 1918.

El estilo maduro de Strauss se inicia en algunos de los primeros poemas sinfónicos de finales de los años 80, especialmente en Don Juan (1888), la primera obra en la que se encuentran las características fundamentales de su lenguaje musical: un uso más libre de la armonía y la modulación clásicas, con gran facilidad para producir efectos sorprendentes e inesperados. La capacidad de sorpresa de su música se ve reforzada por su estilo melódico, basado en motivos muy cortos y fáciles de recordar, junto con su extraordinaria habilidad para la orquestación, que hace que sea considerado, junto con Mahler, uno de los precursores del sonido característico de la orquesta sinfónica del siglo XX. 
En el aspecto formal, Strauss emplea frecuentemente formas clásicas como la sonata o el rondó, aunque de forma bastante libre, por lo que tiende a reforzar la coherencia mediante la ayuda externa de poemas (como sucede en sus canciones), ideas literarias o filosóficas (poemas sinfónicos) o libretos (óperas). El uso de elementos extramusicales así como su empleo del colorido armónico y orquestal hace que se le relacione frecuentemente con el impresionismo musical, por lo que no es extraña la admiración que sintieron hacia su música compositores como Debussy.
Tras la serie de poemas sinfónicos compuestos durante el siglo XIX, Strauss se centra en el género operístico, donde tras una etapa de fuerte influencia wagneriana, se acerca al expresionismo en Salomé (1905, libreto del músico) y Electra (1909, libreto ya de Hugo von Hofmannsthal), llegando en muchos casos al borde de la atonalidad. Esta etapa es relativamente breve, aunque se hallan elementos de la misma en óperas posteriores como La mujer sin sombra (1919) y en otras colaboraciones decisivas con texto del escritor vienés Hugo von Hofmannsthal, de gran experiencia teatral, hasta la muerte de éste.
El caballero de la rosa (1911), que constituye uno de los mayores éxitos de Strauss, marca su vuelta a un estilo más clásico, básicamente influido por Mozart, aunque manteniendo las características propias de su lenguaje. A partir de este momento son características de su estilo el empleo de formas antiguas, un uso nostálgico y evocador de elementos del pasado musical (danzas del siglo XVIII, y sobre todo, el vals del siglo XIX, a modo de homenaje a su homónimo Johann Strauss), así como la utilización de pequeñas orquestas de instrumentos solistas, aspectos que hacen de él uno de los primeros representantes del neoclasicismo musical del siglo XX, en el que luego destacarán compositores como Stravinsky, Hindemith o Ravel. 
Un buen ejemplo de este estilo neoclásico es su ópera Ariadna en Naxos (1912, asimismo con libreto de Hofmannsthal). Esta nueva etapa clásica se opone aparentemente al uso de amplias orquestas y grandes medios expresivos característicos de su música anterior, por lo que muchas veces se ha interpretado negativamente este cambio de estilo como una vuelta hacia atrás, a pesar de que Strauss sigue obteniendo grandes éxitos. Sus últimas obras, caracterizadas por una intensa emoción lírica, desmienten la idea de una decadencia o agotamiento en su fuerza creativa.
La música de Strauss ha influido en diversos e importantes compositores a lo largo del siglo XX, como los músicos de la Segunda Escuela de Viena, Bela Bartók, Alfredo Casella, Erich Wolfgang Korngold o Carl Orff. En España, un compositor muy influido por Strauss fue Conrado del Campo (Marco, 1989).

### Composiciones

#### Música orquestal
La principal contribución de Strauss a la música sinfónica es a través de sus poemas sinfónicos, género en el que llegó a ser un maestro indiscutible. En ese momento Strauss se declara partidario de los elementos extramusicales, al escribir en 1889:

Nuestro arte es expresivo, y una obra musical que no tenga ningún contenido poético que comunicarme es para mí cualquier cosa menos música. Naturalmente, se trata de un contenido que no pueda ser representado más que con sonidos, y que con palabras sólo pueda ser sugerido.

Su primera contribución al género, la fantasía sinfónica Aus Italien op. 16 (Desde Italia, 1886), representa una transición entre su estilo juvenil y su obra madura, y se encuentra a mitad de camino entre una sinfonía de música programática, al estilo de la sinfonía fantástica de Berlioz, y el poema sinfónico propiamente dicho.
El primer poema sinfónico compuesto por Strauss fue Macbeth, basado en la obra de Shakespeare, y que tardó en encontrar su forma definitiva, siendo revisado varias veces en 1886 y 1888.
Según se ha escrito, Don Juan (1889), terminado a los 24 años, es la primera obra maestra de Strauss. Su contenido se basa libremente en la versión del mito de Don Juan que hizo el poeta austriaco Nikolaus Lenau. 
Muerte y transfiguración (1889), compuesta casi al mismo tiempo que Don Juan, se basa en una idea del propio Strauss: un enfermo recuerda su vida en su lecho de muerte, y cuando la muerte le sobreviene, sus deseos antes no cumplidos son finalmente alcanzados.
Las divertidas travesuras de Till Eulenspiegel (1895) constituye quizá el poema sinfónico más representativo de Strauss, y una obra excelente para conocer su estilo, a medio camino entre el humor y el lirismo. Aunque según su título está compuesto en forma de rondó, los distintos episodios de la vida del héroe picaresco popular Till Eulenspiegel aparecen minuciosamente retratados, para terminar con la ejecución del protagonista y con un último destello humorístico. Strauss no oculta su gran simpatía por el héroe picaresco, en una obra crítica y burlona.
Así habló Zaratustra (1896) es sin duda la obra más conocida de Strauss, al menos por el impactante comienzo que fue utilizado en la película 2001: Una odisea del espacio de Stanley Kubrick. Strauss narra musicalmente de forma libre y fantástica algunos de los pasajes de la obra de Friedrich Nietzsche, en una obra de gran impacto directo. Hay que señalar también la enorme influencia de la música de Strauss, especialmente la de sus poemas sinfónicos, en las futuras bandas sonoras cinematográficas.
Para Don Quijote (1897), su versión de la obra de Cervantes, por la que sentía gran admiración, escoge nuevamente una forma clásica, en este caso las variaciones, utilizando además dos instrumentos solistas: un violonchelo, que representa a Don Quijote, y una viola, que encarna a Sancho Panza. 
En Una vida de héroe (1898), narra las peripecias de un héroe abstracto (el Campo de Batalla del Héroe, la Compañera del Héroe, etcétera). Este héroe se ha identificado a veces con el propio Strauss, sin que él pareciera desmentirlo. En esta obra, compuesta para una amplísima orquesta, se acerca a sus óperas más vanguardistas por su audacia armónica.

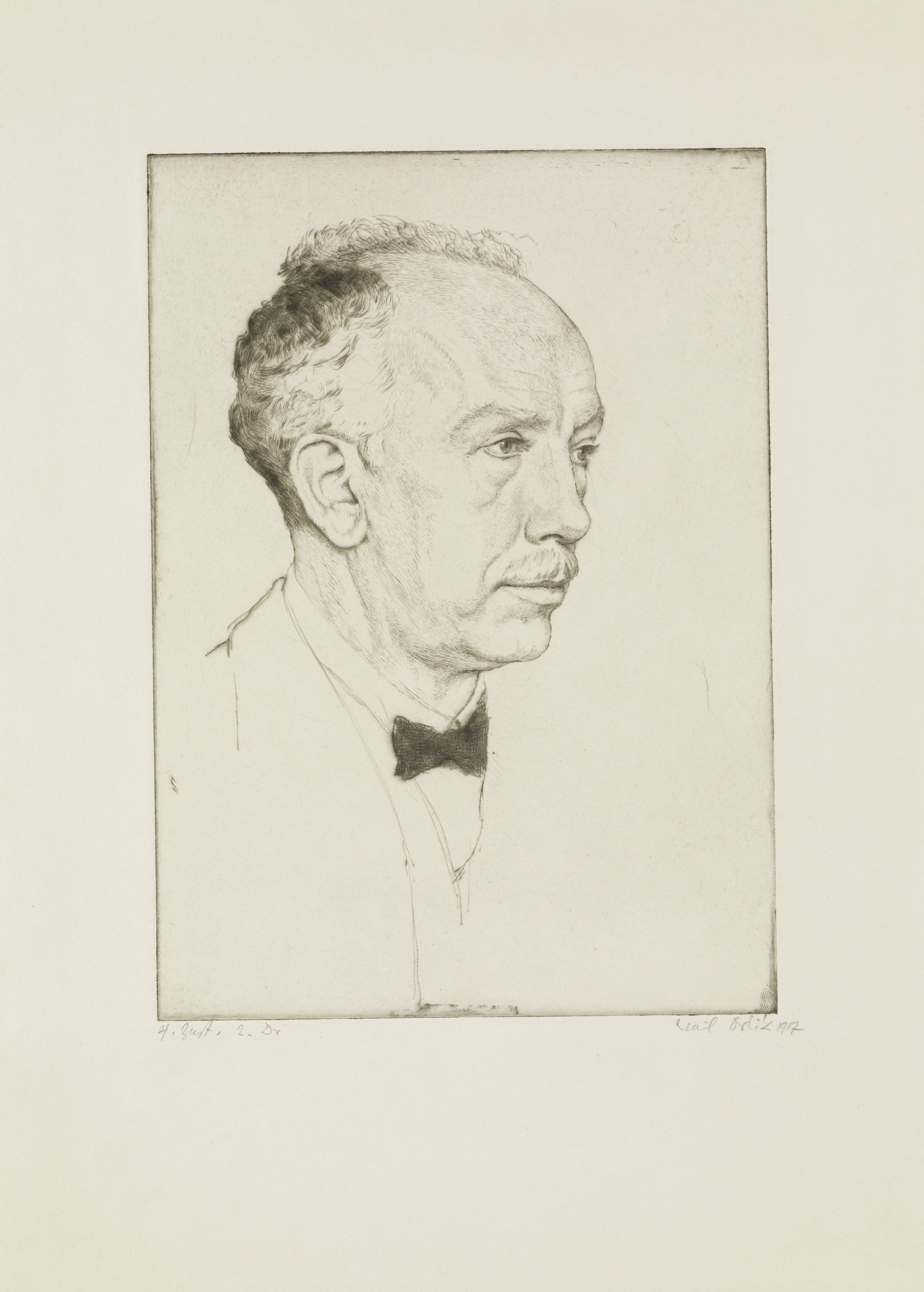
Richard Strauss, por Emil Orlik, 1916.

Ya en el siglo XX, Strauss compone dos obras más, que aunque tienen el título de sinfonía pueden considerarse igualmente poemas sinfónicos por su contenido extramusical: la Sinfonía Doméstica (1903), donde nuevamente Strauss se retrata a sí mismo, esta vez en su entorno familiar, con una minuciosidad descriptiva que llega a retratar los juegos infantiles, o una disputa y una reconciliación conyugal; y la Sinfonía alpina (1915), una pieza de descripción de la naturaleza, en este caso de las montañas que forman los Alpes, en cierta forma al estilo de la Sinfonía Pastoral de Beethoven, aunque con una inmensa orquesta y un gigantesco despliegue de medios.
Después de la Sinfonía alpina, Strauss sólo compondrá música orquestal de forma ocasional, y a menudo por razones de encargo. La suite para la obra de Molière El burgués gentilhombre (1918) es una obra arcaizante que rememora la época de Luis XIV de Francia y un buen ejemplo de lo que sería el neoclasicismo musical del siglo XX. Otras obras posteriores son el Preludio festivo (1913), el ballet La leyenda de José (1914) o la Música para un festival japonés (1940), compuesta para conmemorar el 2600 aniversario del Imperio del Japón.
En sus últimos años, Strauss vuelve al género concertante, que no había cultivado desde su juventud, en una serie de obras compuestas a modo de entretenimiento en sus vacaciones, que no obstante recuperan parte de la emoción de muchas obras anteriores y al mismo tiempo vuelven la mirada hacia atrás con nostalgia, sobre todo al clasicismo de Mozart, como en el Concierto para trompa número 2 (1942), el Concierto para oboe (1945) o el Concertino para clarinete y fagot (1947). 
Strauss termina la composición de Metamorfosis en 1945. Se trata una obra para 23 solistas de cuerda, y aunque comparte características con las últimas obras mencionadas, es además un lamento por el desenlace de la Segunda Guerra Mundial y la destrucción de la cultura alemana. La partitura termina con una cita de la Marcha Fúnebre de la Sinfonía número 3 «Heroica» de Beethoven, acompañada por las palabras «In memoriam». Está considerada como una de las últimas obras importantes de la música del romanticismo.

#### Óperas

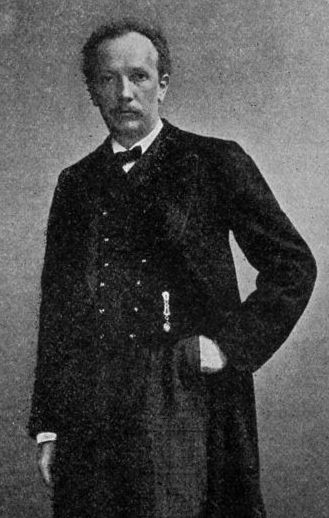
Richard Strauss en 1918.

A finales del siglo XIX, Strauss dedicó su atención como compositor a la ópera. Sus primeros dos intentos en el género, Guntram (1894) y Feuersnot (1901), fueron rotundos fracasos. Pero en 1905, Strauss produjo Salomé (basada en el drama de Oscar Wilde) y la reacción fue tan apasionada y extrema como había sido con Don Juan. Cuando se estrenó en Estados Unidos en la Ópera del Metropolitan, hubo una crítica tan feroz por parte del público que tuvieron que cancelarse las presentaciones posteriores. Indudablemente, muchas de las críticas tenían su origen en el tema escogido, pero también había personas a las que no les agradaba el exceso de disonancias que cargaba la obra, hasta el momento poco escuchadas en el teatro de Nueva York. Sin embargo, la ópera fue exitosa en otras partes, llegando incluso a darle los suficientes ingresos a Strauss para financiarse su casa de Garmisch-Partenkirchen.
La siguiente ópera de Strauss fue Elektra (1909), donde el límite de disonancia llegó un poco más allá. Fue también la primera ópera que resultó de la colaboración del compositor con el libretista y gran autor teatral Hugo von Hofmannsthal. A partir de ese momento, ambos trabajarían juntos en varias ocasiones. Eso sí, en sus siguientes trabajos, Strauss moderó su lenguaje armónico, con el resultado de obras con excelente aceptación por parte del público, como la «mozartiana» Der Rosenkavalier (1910). Strauss continuó regularmente la composición de óperas hasta 1930; produciendo así: Ariadne auf Naxos (1912), Die Frau ohne Schatten (1918, que adapta un texto más largo y excelente de Hofmannsthal), Intermezzo (1923), Die ägyptische Helena (1927) y Arabella (1932), todas, menos la penúltima, con la colaboración de Hofmannsthal (la última se estrenó cuando éste ya había fallecido). 
Luego, hasta 1940, hizo Die schweigsame Frau (1934), con libreto de Stefan Zweig; Friedenstag (1936) y Dafne (1937), con textos de Joseph Gregor y Zweig; y Die Liebe der Danae (1940), con Joseph Gregor. Su última obra, la ópera sobre las óperas, es Capriccio (1941), con Clemens Krauss.

#### Canciones
El elevado número de lieder evidencia también que se trata de un compositor que se siente especialmente a gusto en todo lo que sea música descriptiva y dramática (su enorme aportación a la ópera ha merecido un apartado propio). El ciclo más célebre es el que vino a ser su testamento musical, Cuatro últimas canciones (Vier letzte Lieder), que, con textos de poemas de Hermann Hesse y Joseph von Eichendorff, vieron la luz un año antes de la muerte del compositor. Aparte de estos poetas, utilizó en sus canciones textos de otros importantes escritores, como John Henry Mackay.

### Como director

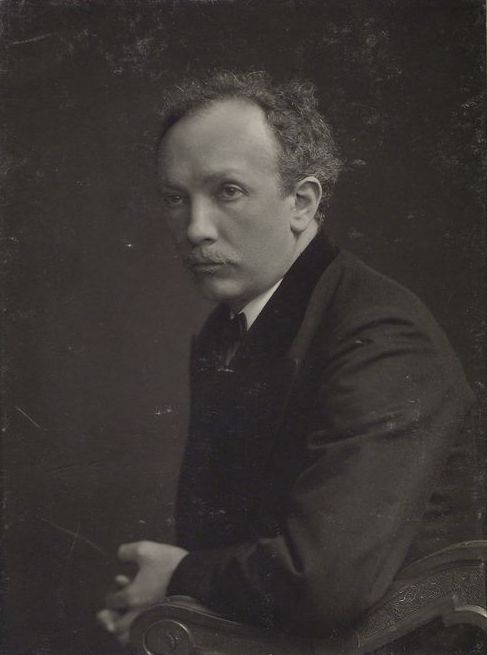
Richard Strauss en sus años de madurez.

Strauss realizó una ardua tarea como director de orquesta en cientos de conciertos por todas partes del mundo y grabó un gran número de registros discográficos, tanto de sus propias composiciones como de músicos del repertorio austro-germánico.
En la década de 1920 visitó por primera vez el Teatro Colón de Argentina junto a la Orquesta Filarmónica de Viena y dirigió 16 conciertos. En la segunda gira realizada en 1923, además de Buenos Aires y La Plata, visitó las ciudades de Río de Janeiro, San Pablo en Brasil y Montevideo en Uruguay. Ese mismo año, estrenó también la Séptima Sinfonía de Anton Bruckner en el Teatro Colón, donde también dirigió Elektra y Salomé combinadas con Raquela (de Felipe Boero) e Ilse (de Gilardo Gilardi). En las cartas escritas por el mismo Strauss a su amigo y colega Erich Kleiber, quien se estaba estableciendo en Argentina, dice a propósito del Teatro Colón:

"El público de Buenos Aires fue muy cortés y nos brindó una acogida muy cordial y respetuosa. (...) En la vanguardista Buenos Aires, en el magnífico Teatro Colón, el éxito de las nuevas obras fue inmenso; el público se familiarizó de inmediato, con sorprendente presteza... con similar rapidez nunca reaccionó el público de Viena!"
Richard Strauss, 1947

Sus registros de 1929 de Till Eulenspiegel y Don Juan con la orquesta de la Ópera Estatal de Berlín se consideran sus mejores grabaciones; incluso los discos originales en 78 RPM tienen un excelente sonido para la época, y las interpretaciones son de alto nivel y fascinantes, destacando un acusado error en el solo de trompa al comienzo de Till Eulenspiegel.
Una de las grabaciones más interesantes de Strauss es quizá la de su Sinfonía Alpina de 1941, lanzada posteriormente por EMI, quizá porque Strauss utiliza todos los instrumentos de percusión requeridos en esta sinfonía espectacular. La intensidad de la ejecución compite con la grabación digital que muchos años después hizo Herbert von Karajan con la Orquesta Filarmónica de Berlín.
El crítico musical Harold C. Schonberg afirma, en Los grandes directores (1967), que aunque Strauss fue un director muy minucioso, no puso demasiado entusiasmo en sus grabaciones de obras de otros compositores. Schonberg se basa principalmente en las grabaciones de Strauss de la Sinfonía número 40 en sol menor de Mozart y de la Sinfonía número 7 de Beethoven, resaltando que Strauss interpreta una versión con cortes de la Novena Sinfonía de Beethoven, reducida hasta los 45 minutos. Por el contrario, el periodista Peter Gutmann considera que las interpretaciones de Strauss de Mozart y de Beethoven pueden considerarse actualmente bastante buenas, incluso aunque se trate de versiones poco convencionales.
También existen registros discográficos de interpretaciones de Strauss de oberturas de Gluck, Carl Maria von Weber, Peter Cornelius y Wagner. Sus preferencias por el repertorio austro-germánico entre 1920 y 1940 son características del nacionalismo germánico posterior a la Primera Guerra Mundial. Existen asimismo otras muchas grabaciones de los años 1930 y 1940, incluso de programas de radio y conciertos en directo.
Strauss fue el primer compositor de la historia cuya música fue comercializada en formato CD:[cita requerida]: fue la grabación de Deutsche Grammophon de 1981 de su Sinfonía Alpina dirigida por Herbert von Karajan.
Entre los famosos directores que formaron parte del círculo de conocidos y amigos de Strauss se destacan los nombres de Clemens Krauss y Karl Böhm, quienes participaron en varios de los estrenos de sus obras. Los últimos días de su vida trabajó con sir Georg Solti en una revisión, y póstuma ejecución por parte de este último, de la integral de sus óperas. Rudolf Kempe (que grabó toda su producción orquestal) y Herbert von Karajan completan la lista de los directores que más comúnmente se asocian con Richard Strauss.

## Legado
Varios musicólogos posmodernos coincidían hasta la década de 1980 en calificar a Strauss como un compositor conservador, de miras al pasado. Sin embargo, la revisión de nuevas investigaciones y análisis sobre el compositor y su obra han llevado reclamar su posición como compositor modernista, aun haciendo uso de la tonalidad y una exuberante orquestación. Strauss destaca por su novedosa y sutil forma de orquestar combinada con un estilo armónico avanzado. Cuando el director Mark Elder interpretó a Strauss por primera vez en una producción universitaria de Ariadne auf Naxos dijo: «Estaba anonadado, no tenía ni idea de que la música pudiera hacer lo que él hizo con armonía y melodía».
La música de Strauss tuvo una influencia considerable en los compositores del comienzo del siglo XX. Tras haber escuchado Also sprach Zarathustra en 1902, Béla Bartók dijo que la obra «contenía las semillas para una nueva vida». El peso de Strauss está claramente presente en los trabajos de este periodo de Bartók, incluyendo su primer cuarteto de cuerda, Kossuth, y El castillo de Barbazul. Karol Szymanowski también recibió fuertemente el influjo de Strauss, lo cual se refleja en obras suyas tales como su obertura de concierto y sus primera y segunda sinfonías, y su ópera Hagith, que tomó Salome como modelo. Strauss también tuvo influencia en compositores ingleses, desde Edward Elgar en su obertura de concierto In the South (Alassio) y otros trabajos, hasta Benjamin Britten en su forma de escritura operística. Muchos compositores contemporáneos admiten deber mucho a Strauss, como por ejemplo John Adams y John Corigliano.
Strauss siempre ha sido, y continúa siendo, un compositor popular entre el público de las salas de conciertos. De hecho, se encuentra en el primer lugar entre los cinco compositores con mayor número de obras grabadas.

### En el cine
El estilo musical de Strauss desempeñó un importante papel en el desarrollo de la música cinematográfica del siglo XX. Su particular «manera» a la hora de describir personajes (como en Don Juan o Till Eulenspiefel) impregnó el lenguaje musical-cinematográfico. El historiador del cine Timothy Schuerer escribió: «Los elementos post románticos (tardíos) [de Strauss] que tuvieron mayor impacto en las bandas sonoras fueron el sonido exuberante, el lenguaje armónico ampliado, el cromatismo y el uso de la música programática junto con Leitmotifs» (término correcto: Leitmotive). Los compositores de Hollywood consideraron que el lenguaje posromántico era compatible con sus propósitos para la composición de bandas sonoras. Max Steiner y Erich Korngold surgen del mismo entorno musical que Strauss y se inclinaban naturalmente a escribir en su estilo. 
Como escribió el historiador de cine Roy Prendergast, «cuando se enfrentaron a los problemas dramáticos que las películas les exigían, Steiner, Korngold y Newman pusieron su atención en Wagner, Puccini, Verdi y Strauss para encontrar el camino hacia la escritura dramática de bandas sonoras».
Más tarde, el comienzo de Also sprach Zarathustra se tornó una de las piezas de música de cine más famosas cuando, en 1968, Stanley Kubrick la utilizó para la banda sonora de 2001: Una odisea del espacio. La influencia de Strauss en la música de cine tiene también repercusión en John Williams, compositor, entre otras películas, de las bandas sonoras de Star Wars y Superman: The Movie.